# 西南剿匪
西南剿匪，是中华人民共和国政府自1950年开始的“全国大剿匪”行动的一部份。最终消灭西南地区的親中华民国政府残余軍事力量。

## 背景
1949年，第二次国共内战进入尾声，中华民国政府在军事上节节败退，中共政权逐渐占据中国大陆大部。到10月，中华人民共和国成立之时，中华人民共和国政府尚未控制西南地区和西北地区。11月，中国人民解放军第二野战军发起西南战役。最终占领西南五省，歼灭中华民国国军在大陆的最后一支重兵集团。虽然，解放军在1949年12月就已取得西南战役的胜利，但此后各地的中华民国政府残余的军事势力及土匪武装仍极为活跃。
1950年3月，中共中央、中央军委发布《剿灭土匪，建立革命新秩序》的指示：必须明确，剿灭土匪，是当前全国革命斗争不可超越的一个重要阶段，是建立和恢复各级人民政权，以及开展其他一切的必要前提，是彻底消灭国民党在大陆的残余武装，迅速恢复革命新秩序的保证。